# Zauberwurm

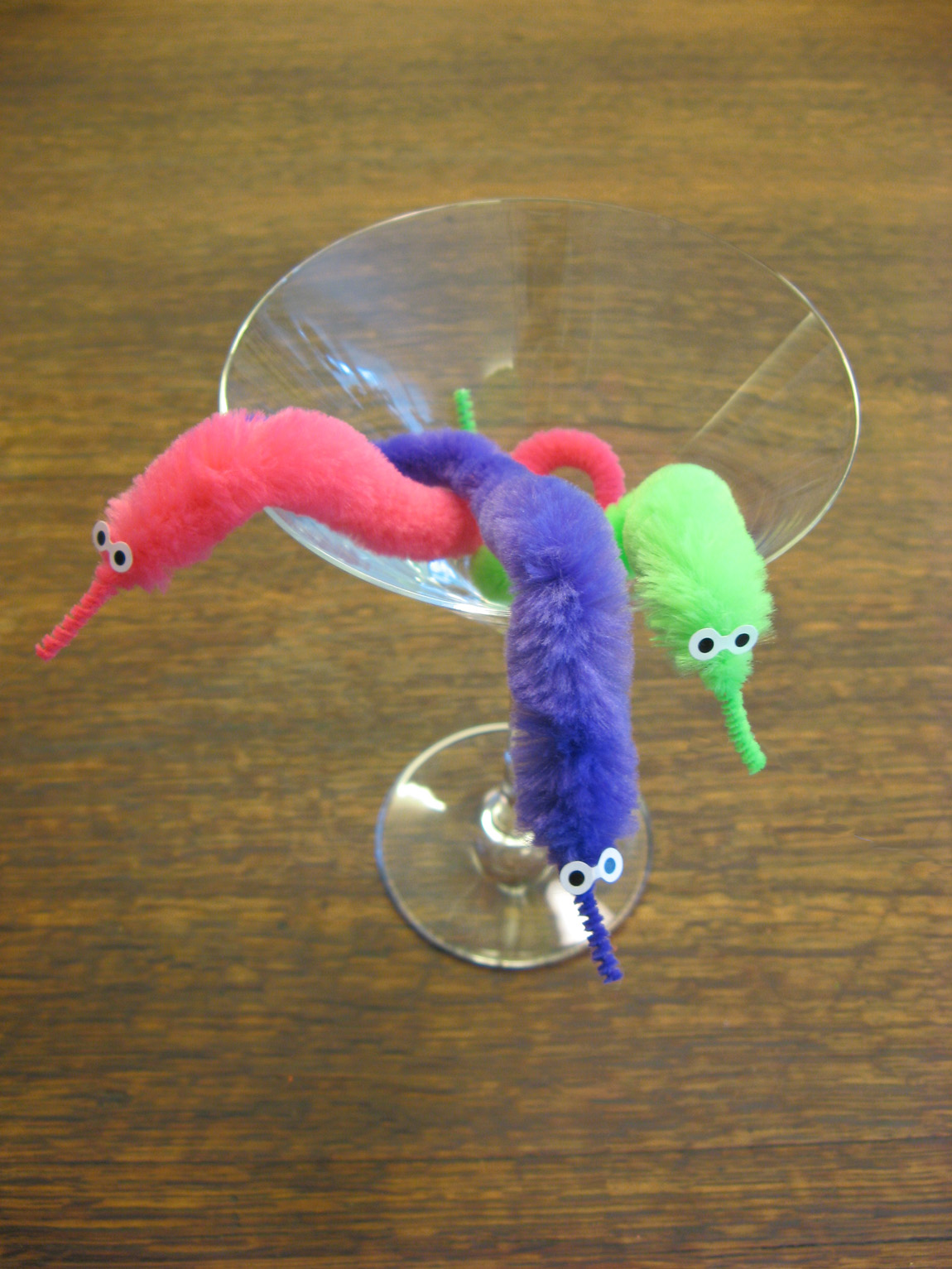
Zauberwürmer

Der Zauberwurm, auch unter den Namen Fips oder Wurliwurm bekannt, ist ein Spielzeug, das aus dem Stoff Chenille besteht und einen kaum sichtbaren Nylonfaden hat. Mit Hilfe des Fadens ist es möglich, den Wurm zu bewegen und ihn Kunststückchen machen zu lassen.
Zauberwürmer waren in den 1970/80er Jahren ein Kultspielzeug und besonders bei Kindern beliebt. Sie sind jedoch auch aktuell erhältlich. Hergestellt werden sie in diversen Farben. Es gibt heute zwei Herstellerfirmen: Fun Promotion B. V., Loosdrecht, Niederlande und Tobar, Norfolk, Großbritannien. Die Produkte unterscheiden sich nur marginal. Die Würmer von Tobar haben Augen aus Papier im Gegensatz zu denen von Fun Promotion, die Rollaugen haben.